# Deutsch-Australische Dampfschiffs-Gesellschaft

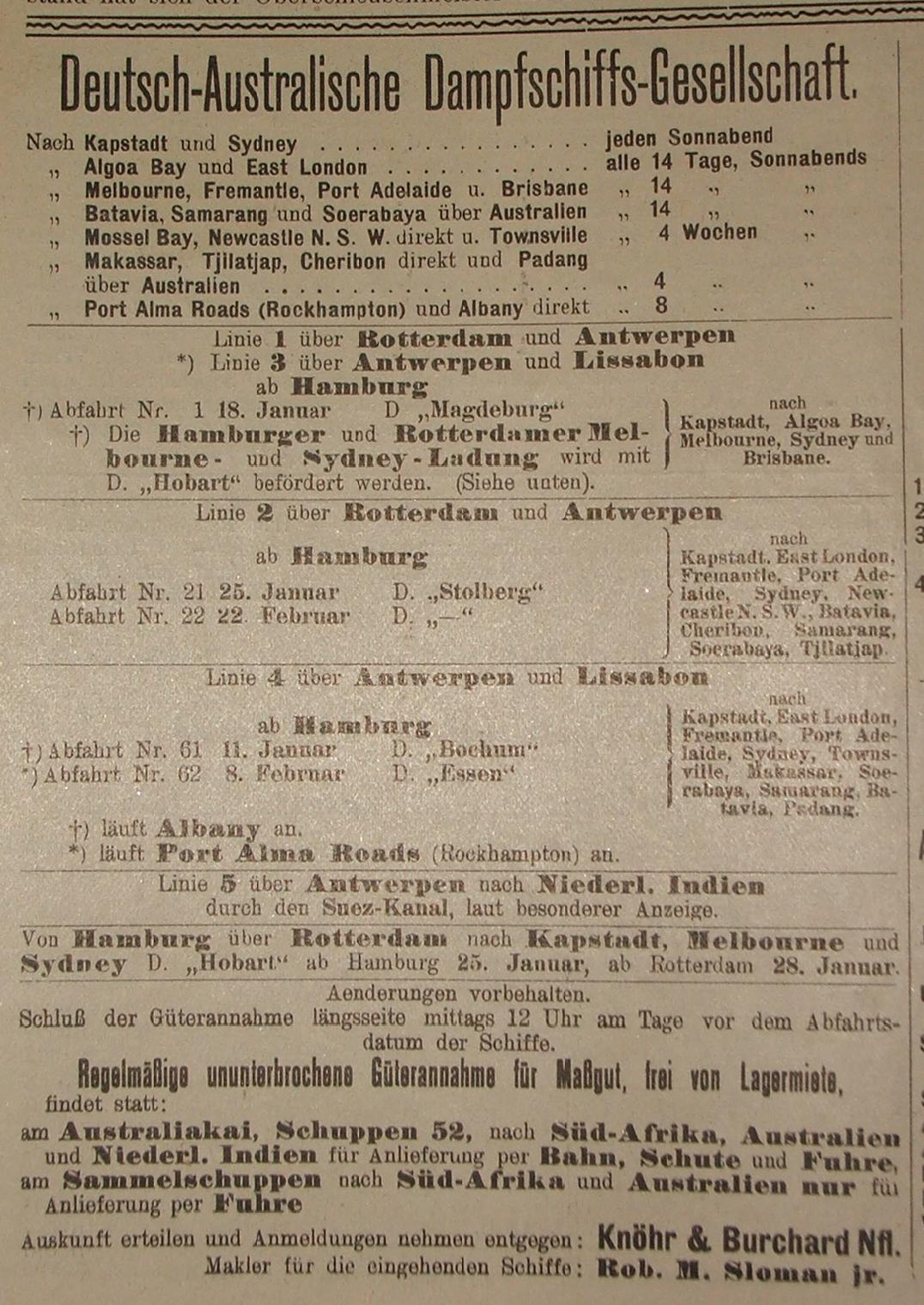
Werbeanzeige der Deutsch-Australischen Dampfschiffs-Gesellschaft von 1913

Die Deutsch-Australische Dampfschiffs-Gesellschaft (DADG) war eine 1888 von Hamburger Reedern und Kaufleuten als Aktiengesellschaft gegründete deutsche Reederei. Die Gesellschaft operierte bis 1926 eigenständig und unterhielt von 1889 bis 1914 einen Linienbetrieb zwischen Hamburg und Australien. Am 1. Januar 1914 war sie mit einer Flotte von 51 Seeschiffen von 261.100 Bruttoregistertonnen die fünftgrößte deutsche Reederei.

## Geschichte und Fahrtgebiete
Die DADG wurde auf Initiative der Reederei Knöhr & Burchard am 18. September 1888 in Hamburg mit einem Aktienkapital von 12 Millionen Mark, Obligationen in Höhe von 1,8 Millionen Mark und Reserven in Höhe von 1,5 Millionen Mark gegründet. Hauptaktionär war die Deutsche Bank. Otto Harms wurde Vorstand und Carl Ferdinand Laeisz übernahm den Vorsitz des Aufsichtsrats. Hintergrund der Reedereigründung war, dass die Reederei Rob. M. Sloman 1886 ihren Dienst nach Australien einstellte, wodurch Hamburg keinen Australien-Direktdienst mehr hatte. Auf der Strecke nach Australien konkurrierte die DADG nicht nur mit ausländischen Schifffahrtslinien, sondern auch mit der bereits seit 1886 verkehrenden, vom Norddeutschen Lloyd betriebenen und vom Staat subventionierten Deutschen Postdampferlinie.

### Europa nach Australien
1889 begann die DADG mit sechs neuen Dampfern von deutschen und britischen Werften mit 3500 bis 4000 Tonnen Tragfähigkeit (tdw) den Linienbetrieb nach Australien. Die Schiffe liefen 10–11 Knoten und boten auch Platz für 200 Zwischendeckspassagiere, der vorwiegend für Auswanderer gedacht war. Es wurden monatliche Abfahrten geplant, die erste Abfahrt erfolgte am 24. Juli 1889 ab Hamburg über Antwerpen nach Sydney und Melbourne. Die zuerst gelieferte Elberfeld (2709 BRT, Armstrong) erlitt auf dieser Reise zwei Schraubenschäden und erreichte ihr Ziel erst mit 40 Tagen Verspätung. Erst zum Ende des Jahres konnten monatliche Abfahrten sichergestellt werden. Als weitere Häfen zur Frachtaufnahme kamen Bremen, Dünkirchen und Marseille hinzu. Durch Nachbestellung von zwei weiteren Schiffen hoffte man die Abfahrten verdichten zu können, allerdings wurde das Passagierangebot nicht angenommen. Bei möglichen 200 Fahrgästen kamen die Schiffe 1890 auf eine durchschnittliche Belegung von 91 Personen, die 1892 nur noch 54 betrug. Die Schiffe hatten zudem einen schlechten Ruf, was 1892 zu einer Verhandlung vor dem Seeamt wegen einer Reise der Sommerfeld (2660 BRT, Connell) führte, das den Kapitän tadelte. 1894 wurde die Passagierschiffahrt aufgeben.
Ab 1891 wurde der Suezkanal auch aus Kostengründen nicht mehr benutzt, man fuhr um Südafrika herum und sparte so 15.000 Mark. Dadurch wurde Afrika in das Frachtgeschäft einbezogen, allerdings wurden die Ladungen überwiegend auf Reede umgeschlagen, da es kaum ausgebaute Häfen gab. Am 20. August 1894 erlitt die Reederei ihren ersten Totalverlust, als die Erlangen (2750 BRT, Blohm & Voss) auf der Heimreise beim Atoll Gahaafaru (Gaafaru) der Malediven strandete.

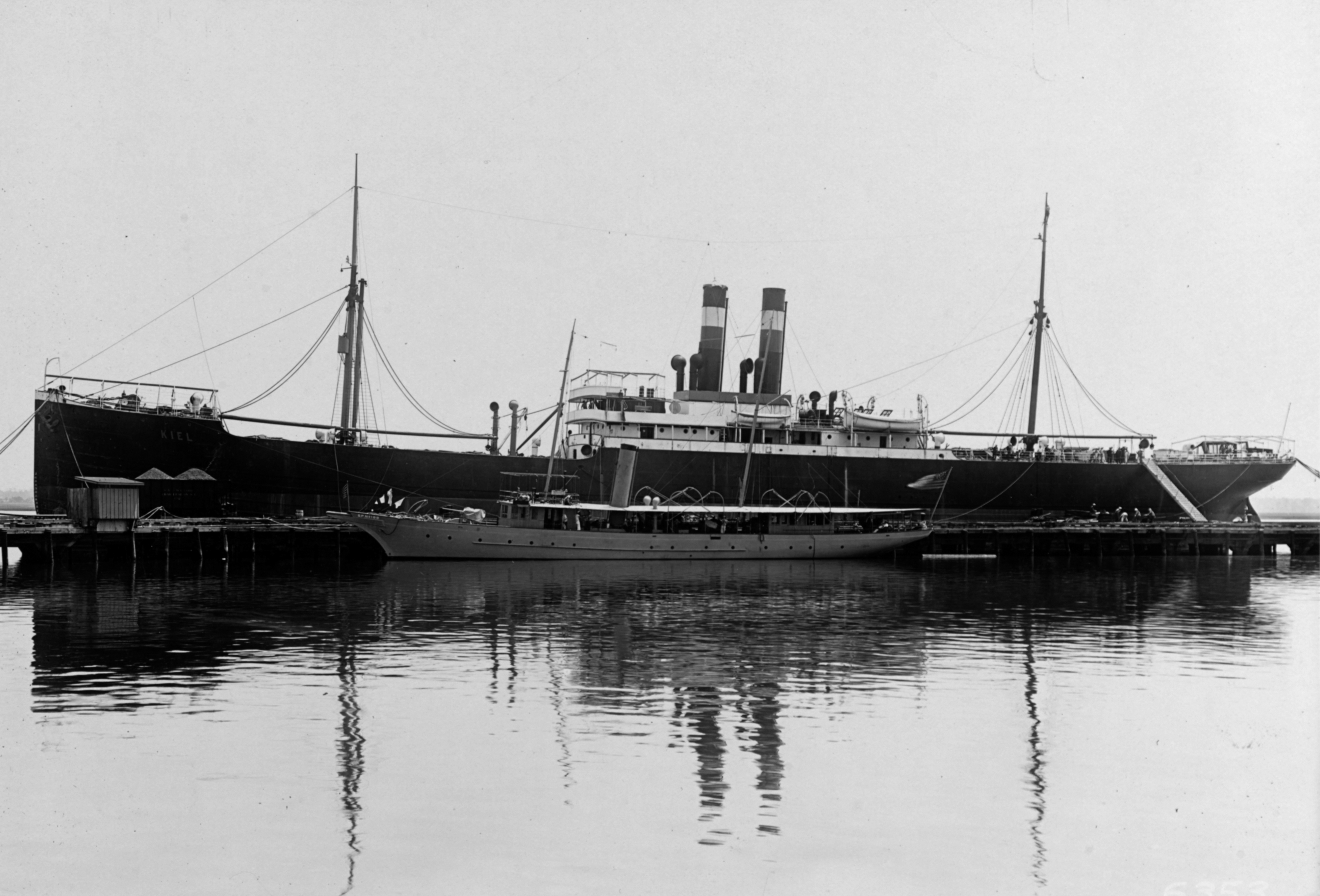
Die ehemalige Kiel in den USA

Ab 1894 beschaffte die DADG nur noch reine Frachtschiffe. Eine Besonderheit waren die Frachtschiffe der Meissen-Klasse (Meissen, Elbing, Bielefeld, Varzin, Harburg, Itzehoe, Magdeburg, Kiel, Duisburg, Laeisz, Apolda, Rostock), die ab 1897 von der Flensburger Schiffbau-Gesellschaft beschafft wurden und zwei dünne Schornsteine hatten. Jeder Kesselraum der zwischen 4500 und 5100 BRT großen Schiffe hatte einen eigenen Schornstein, was eine höhere Geschwindigkeit ermöglichen sollte.
Die Generalvertretung der Linie in Sydney übernahm 1889 Gustav von der Heyde, deutschstämmiger Auswanderer und vormals Geschäftsmann und Politiker in Neuseeland. Im Jahr 1903 verfügte die Reederei über 26 Dampfschiffe mit einer Tonnage von insgesamt 103440 BRT, darunter noch vier der 1889 bis 1891 erworbenen Schiffe.

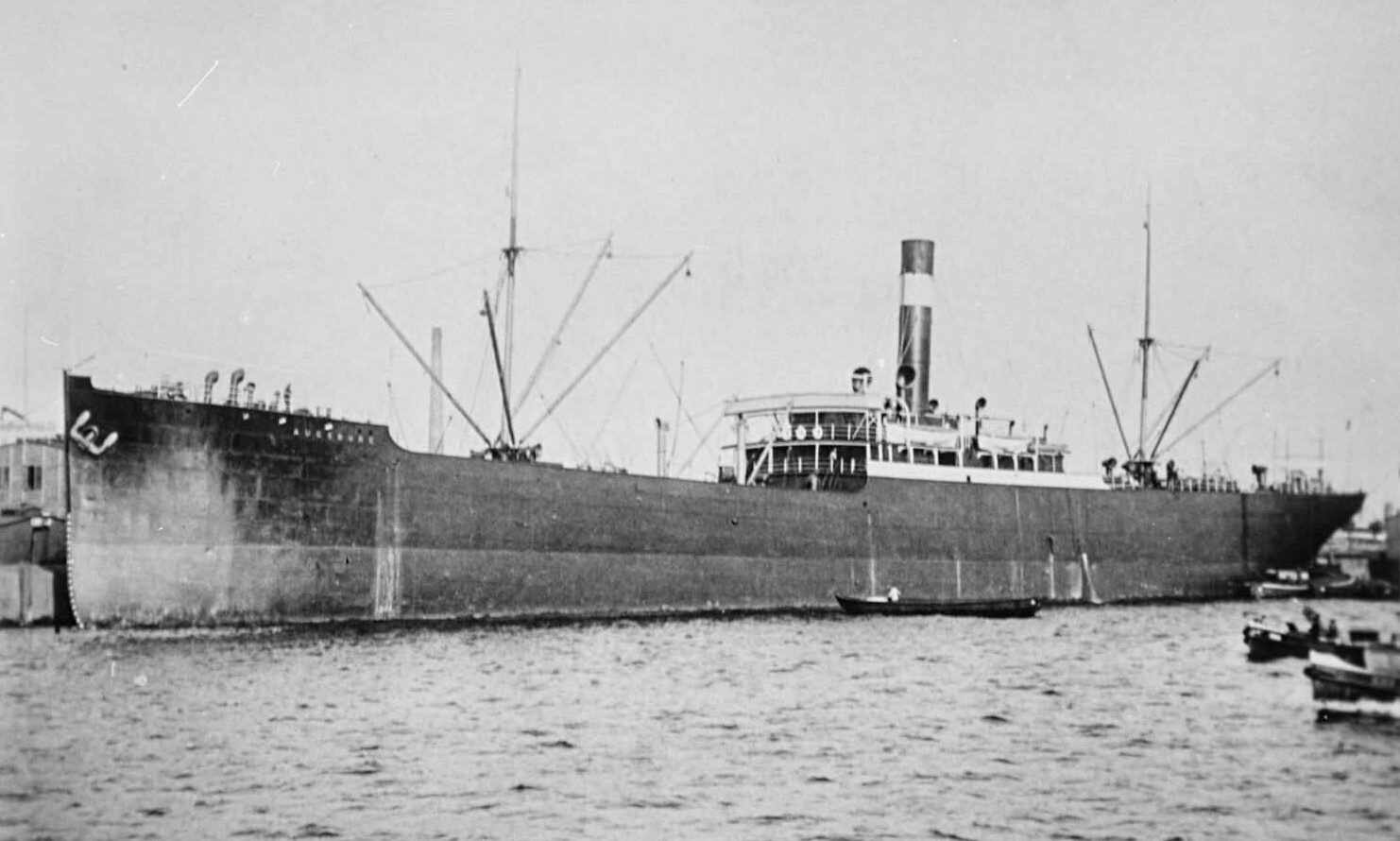
Augsburg

Bis 1914 erlitt die DADG fünf weitere Schiffsverluste: Am 4. November 1904 ging die Solingen (2875 BRT, 1889) vor Deutsch-Südwestafrika als Transporter während des dortigen Aufstands verloren, am 16. März 1908 lief die Laeisz (5157 BRT, 1901) auf der Rückreise im Roten Meer auf einen Felsen und sank, am 4. April 1911 strandete die Bergedorf (5125 BRT, 1900) bei Kap Komorin und am 24. Mai die Itzehoe (5134 BRT, 1899) bei Kap Recife an der Algoa Bay in Südafrika. 1912 ging die Augsburg (4287 BRT, 1896) im Atlantik verloren.
Erst ab 1912 wurden die Schiffe der Gesellschaft wesentlich größer, als mit der Bochum und Colmar die ersten Frachter mit über 6000 BRT und dann mit den vier Schiffen der Australia-Klasse auch die 7000 BRT überschritten wurden. Die Frachter der Gesellschaft stammten überwiegend von deutschen Werften. Von den 70 bis zum Kriegsbeginn 1914 fertiggestellten Schiffen lieferte die Flensburger Schiffbau-Gesellschaft allein 36. Alle Überseeschiffe waren Neubauten.

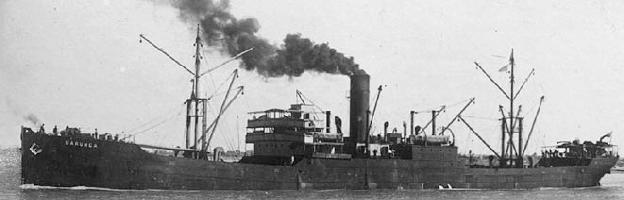
Die ehemalige Sumatra in australischem Dienst,
1918 durch U 108 versenkt

Als 1914 der Erste Weltkrieg ausbrach, verlor die Gesellschaft allein wegen ihres Fahrtgebietes sofort viele ihrer 56 Schiffe. Neun Schiffe wurden in Australien beschlagnahmt, drei im Suezkanal; insgesamt 17 Schiffe gelangten so in britische Dienste. Andere suchten neutrale Häfen auf und wurden durch die Kriegsentwicklung später auch gegen Deutschland als Transporter eingesetzt. Sieben Schiffe gingen auf alliierter Seite während des Krieges verloren.
Zur Unterstützung der deutschen Seestreitkräfte kamen nur wenige Schiffe zum Einsatz. So versorgte die Magdeburg (1900, 4497 BRT) den Hilfskreuzer Kaiser Wilhelm der Große mit Kohlen vor Río de Oro. Die Bochum (1912, 6161 BRT) und die Elmshorn (1910, 4594 BRT) unterstützen den alten Kreuzer Geier. Diese Schiffe suchten in US-amerikanischen Häfen nach Erfüllung ihrer Aufgaben Zuflucht und wurden 1917 mit anderen Schiffen von amerikanischer Seite wieder eingesetzt.
Auf deutscher Seite gingen drei Schiffe der Gesellschaft durch den Einsatz während des Krieges verloren. Der fast neue Frachter Guben wurde zum Hilfskreuzer Greif umgerüstet und ging am 29. Februar 1916 im Gefecht mit britischen Seestreitkräften verloren.
Am 16. März 1916 ging die als Sperrbrecher eingesetzte Ottensen (1904, 4258 BRT) nahe Borkum Riff durch Minentreffer und Kollision mit dem Sperrbrecher Niederwald verloren. Die ebenfalls als Sperrbrecher eingesetzte Bielefeld (1898, 4460 BRT) wurde zweimal von U-Booten torpediert und ging dabei vor Juist zeitweise auf Grund, konnte jedoch wieder abgedichtet und genutzt werden.
Die Worms (1907, 4428 BRT) wurde als Erztransporter durch russische Zerstörer vor der schwedischen Küste versenkt. Sie wurde später wieder gehoben und kam 1922 als Harburg (II) nochmal in den Dienst der Gesellschaft.

### Fusion mit den Kosmos-Linien zu den Deutsch-Austral und Kosmos-Linien

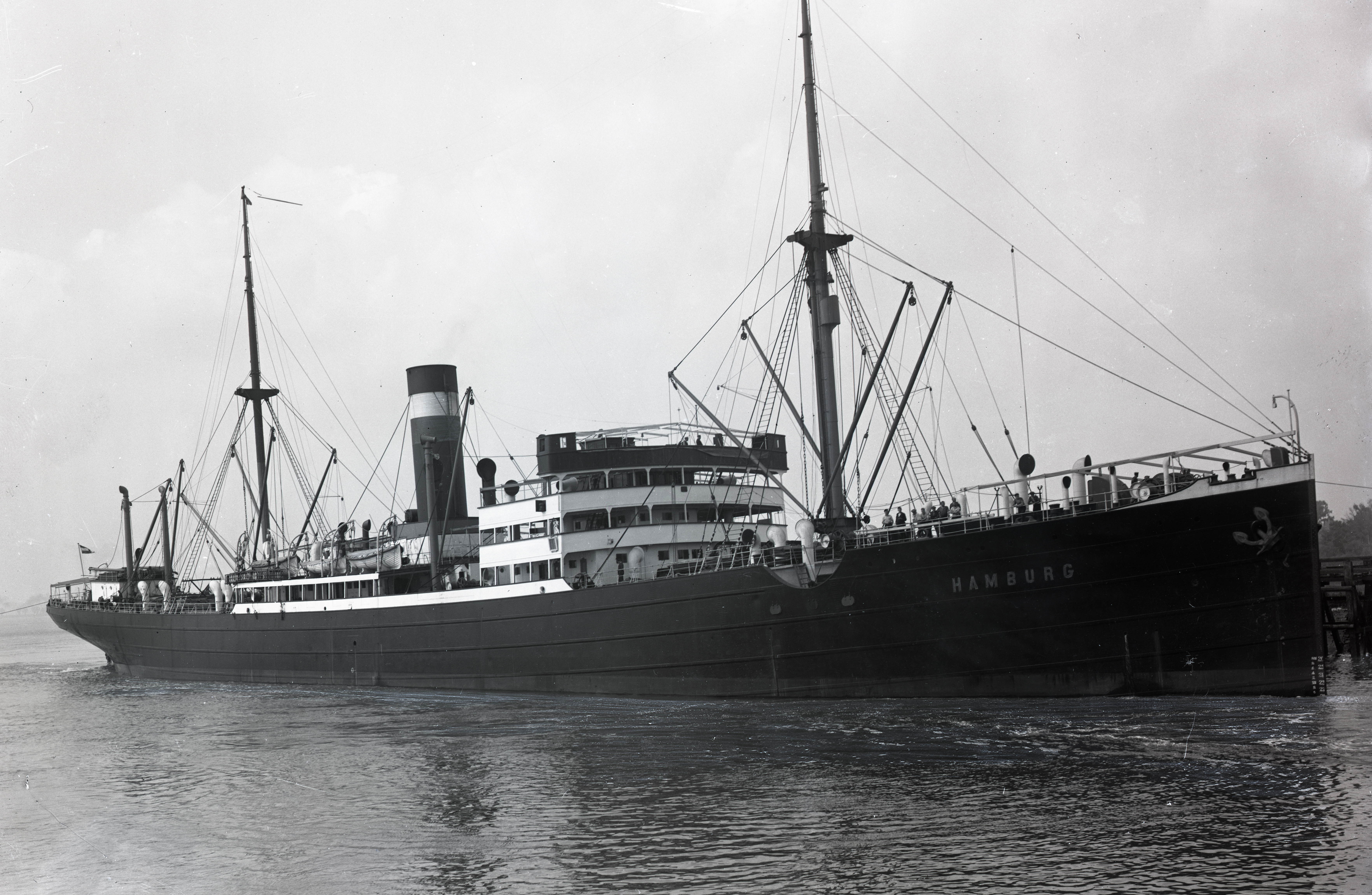
Der erste Nachkriegsneubau Hamburg

Am 10. März 1920 nahm die DADG ihren Liniendienst nach Niederländisch-Indien mit einem gecharterten niederländischen Dampfer wieder auf und stellte am 25. September mit der von der FSG gelieferten Hamburg (5878 BRT) ihren ersten Neubau in Dienst.
Nach dem Ersten Weltkrieg mit seinen wirtschaftlich schwierigen Folgen für die Schifffahrt kam es im Mai 1921 zur Fusion mit der Deutschen Dampfschiffsgesellschaft Kosmos, die zu diesem Zeitpunkt noch über kein eigenes Schiff verfügte. Der neue Name lautete Deutsch-Austral und Kosmos-Linien. Damit erweiterten sich die Fahrtgebiete. Die Westküste Amerikas wurde unter der Kosmos-Flagge, Niederländisch-Indien sowie Australien unter der DADG-Flagge bedient. Die Gesellschaften mit völlig unterschiedlichen Fahrtgebieten legten ihre Verwaltungen zusammen und verrechneten ihre Gewinne und Verluste. Sie erhofften sich durch die Zusammenlegung eine größere Flexibilität, um auf die Entwicklungen in den Fahrtgebieten reagieren zu können. Für die Australlinie wurden bis 1926 neunzehn Neubauten fertiggestellt, während für die Kosmoslinie nur elf Neubauten geordert wurden. Dazu kaufte diese acht ehemalige, ausgelieferte Schiffe zwischen 1921 und 1924 zurück, während nur drei ehemalige DADG-Schiffe von der neuen Gesellschaft zurückgekauft wurden. Elf der Neubauten für die Australlinie lieferte die Werft Blohm & Voss, die nur zwei Schiffe bis 1914 an die DADG geliefert hatte. Der bisherige Hauptlieferant, die Flensburger Schiffbau-Gesellschaft, lieferte drei der Kosmos-Neubauten, aber nur die 1920 fertiggestellte Hamburg an die Australlinie. Deren Neubauten waren zwischen 3700 und 6300 BRT groß. Fünfzehn der Neubauten hatten einen Turbinenantrieb; 1925/1926 erhielt die Gesellschaft erstmals auch drei Motorschiffe: Duisburg (2), Rendsburg (2) und Magdeburg (2). Alle Neubauten waren bei Fertigstellung reine Frachtschiffe mit der Möglichkeit, bis zu zwölf Fahrgäste mitzunehmen. Neben den vorgenannten Werften kamen vier der Neubauten von der Hamburger Vulcanwerft und drei von der Germaniawerft in Kiel.

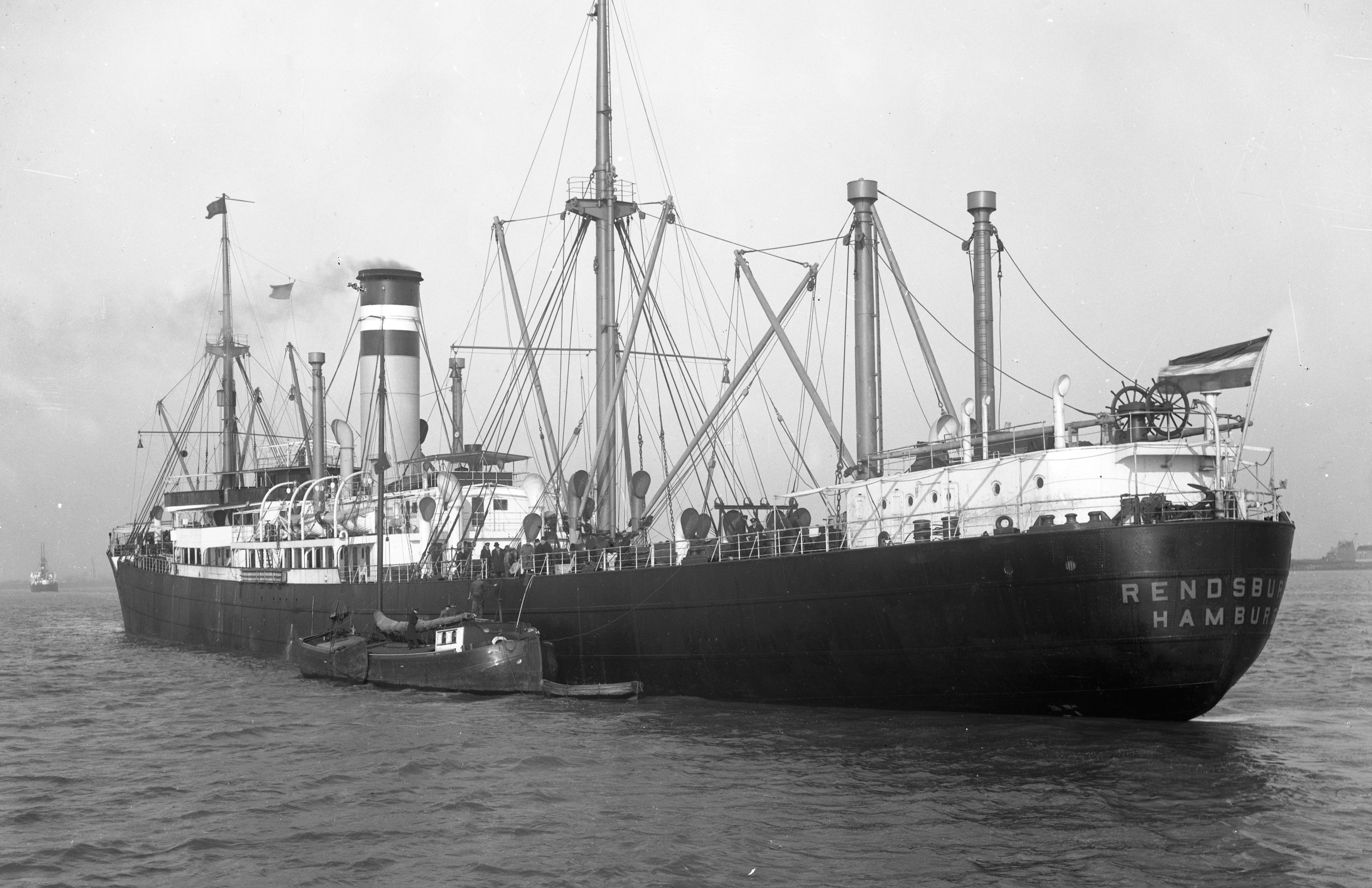
Das Motorschiff Rendsburg,
vorletzter Neubau der DADG

Hugo Stinnes, der sich in die neue Reederei einkaufte, hatte bis zu seinem Tod im Jahr 1924 die Aktienmehrheit erworben, um sie mit den Stinnes-Linien zu verschmelzen. Da die Stinnes-Erben nicht an einer Fortführung der Schifffahrtsaktivitäten außerhalb des Kernbereichs des Konzerns interessiert waren, erwarben die Deutsch-Austral und Kosmos-Linien 1926 die Stinnes-Linien.

### Fusion mit der Hamburg-Amerika Linie
Dies war jedoch nur von kurzer Dauer, da der Haupteigner, die Danat-Bank, die neu geschaffene Reederei schon 1926 mit der Hamburg-Amerika Linie fusionierte. Die Deutsche-Austral-Kosmos brachte in die Fusion 37 Seeschiffe mit insgesamt 210.000 BRT ein, die Hugo Stinnes Linie weitere 23 Seeschiffe mit 140.000 BRT. Generaldirektor Marius Böger der Austral-Kosmos wechselte in das Direktorium der Hamburg-Amerika-Linie, die mit dieser Verschmelzung wieder zur größten Reederei der Welt wurde, was allerdings nicht zutraf, wenn die hinter den einzelnen Reedereien stehenden Konzerne betrachtet wurden – dann lag die Hapag mit Abstand erst auf Platz sechs. Ihre Flotte umfasste im Frühjahr 1927 damit 151 Seeschiffe mit insgesamt fast 900.000 BRT. Dies entsprach in etwa wieder dem Vorkriegsbestand vor dem Einstieg in die Klasse der Riesen-Liner. Alle Schiffe erhielten die neue Hapag-Schornsteinmarke, die von der alten DADG übernommen wurde. Als letztes Schiff für die alte DADG kam 1926 noch die Dortmund in Dienst.
Das Auftauchen der Hapag im Australiendienst führte beim Norddeutschen Lloyd zur Umwandlung der reinen Frachtlinie auf Schnellfrachterdampfer mit Platz für bis zu 16 Kajütpassagieren. Im Zuge der staatlich verordneten Neuordnung der Arbeitsbereiche der deutschen Reedereien ab 1934 wurde der Linienbetrieb mit dem Norddeutschen Lloyd koordiniert. Die dadurch verbesserten wirtschaftlichen Aussichten wurden jedoch durch das politische Agieren des Deutschen Reichs und den folgenden Beginn des Zweiten Weltkriegs zunichtegemacht. Die gesamte Flotte ging erneut verloren und musste nach Kriegsende neu aufgebaut werden.
Der Name der Deutsch-Australischen Dampfschiffahrts-Gesellschaft geriet im Laufe der Zeit in Vergessenheit. 1970 erfolgte die Fusion von Hapag und Norddeutschem Lloyd und aus dem Zusammenschluss der Einzelgesellschaften ging die Hapag-Lloyd AG hervor.